# هیو ۹۶۲۵۴
سیارک ۹۶۲۵۴ (به انگلیسی: 96254 Hoyo، نامگذاری:1995DT2) نود و شش هزار و دویست و پنجاه و چهارمین سیارک کشف شده‌است که در ۲۷ فوریه ۱۹۹۵ کشف شد.